# Кармен Амая
Кармен Амая (ісп. Carmen Amaya; 2 листопада 1913, Барселона — 19 листопада 1963, Багу) — каталонська та іспанська танцюристка, співачка, акторка кіно, легендарна виконавиця танцю фламенко.

## Життєпис
За походженням ромка, дочка гітариста Франсіско Амая (прізвисько Ель Чіно, Китаєць). Танцювала з 6 років, разом з батьком виступала в Барселонському ресторані «Сім воріт». Її талант першим помітив каталонський художній критик Себастьян Гаш. У 1923 виступила в Мадриді. У 1929 дебютувала в Парижі, мала величезний успіх, виступала у трупі Ракель Мельер.
З 1936 жила і гастролювала за кордоном — в Португалії, США, країнах Латинської Америки, Франції, Великій Британії, Південній Африці. Отримала високі відгуки Артура Тосканіні і Леопольда Стаковського. З 1935 знімалася в кіно, найбільш відома її остання кінороль у фільмі «Сім'я Тарантос» (1963, ромська версія Ромео і Джульєтти, за участю також Антоніо Гадеса). Виступала в Білому Домі в 1944 на запрошення президента Рузвельта, в 1953 — на запрошення президента Трумена.
Повернулася до Іспанії у 1947 році. З успіхом виступала в країні і гастролювала за кордоном до самої смерті.
Померла 19 листопада 1963. Похована на барселонському кладовищі Монжуїк.

## Визнання
У парку Монжуїк (нині — Парк Хуана Броси) в 1966 був зведений пам'ятник Кармен Амаї.